# Мак-Киббин, Александр
Александр Васильевич Мак-Киббин (Маккиббин, Alexander «Sandy» McKibbin; 19.01.1891, Москва — 27.10.1966, Лондон) — британский резидент в Эстонии с 1920-х по 1940 год, глава британской разведки по операциям в Прибалтике во время Второй Мировой войны; во время Холодной войны — глава Балтийского сектора Северо-Европейского департамента MI6.
До Революции 1917 года — спортсмен, внесший важную лепту в развитие дореволюционного русского футбола, спортивный журналист.

## Биография
Сын обрусевшего шотландского купца. Его брат Вильям родился в Петербурге, пользовался именем Василий Васильевич и сделал карьеру как советский чиновник (был растрелян, см. ниже), сестра вышла замуж за русского (см. ниже).
Перед Первой Мировой войной жил в Москве, где запомнился активной спортивной деятельностью. Член Московского олимпийского комитета. Постоянный автор журнала «К спорту» (Москва); псевдонимы: А. В.; А. М. К.; М.—К.; Ave. Футболист, хоккеист, легкоатлет, журналист, спортивный организатор и судья. Играл в футбол за «Унион» (Москва) В 1909—1913 годы. Играл за Сборную Москвы по футболу и хоккею с мячом.
В книге Александра Савина «Москва футбольная. Полная история в лицах, событиях, цифрах и фактах» о нём написано: «Александр Васильевич Мак-Киббин, который вскоре занял пост председателя спортивной комиссии „Униона“, был личностью уникальной. Вице-капитан „Униона“, игрок сборной Москвы по футболу и хоккею с мячом, спортивный организатор, член Московского олимпийского комитета (там он представлял хоккейную лигу), постоянный автор журнала „К спорту!“. О послереволюционной судьбе самого Александра Васильевича, к сожалению, ничего неизвестно».

Участник Первой Мировой войны в рядах армии Великобритании, куда пошел добровольцем, уехав из России.
Из газеты «Северное утро» (1915. № 20. 25 января):
«Волонтером в ряды английской армии.
В Архангельск прибыл на днях сотрудник московских газет А. В. Мак-Киббин, отправляющийся, как шотландец по происхождению — великобританский подданный, волонтером в ряды английской армии. Из Архангельска А. В. выезжает в Англию на пароходе „Двинск“. Брат А. В., русский подданный, находится сейчас в рядах русской армии, на восточном фронте, как подпоручик одной из артиллерийских бригад.
А.В. везет с собой подарки английским солдатам, пожертвованные детьми-москвичами.
Вчера г. Мак-Киббин посетил нашу редакцию и предложил нам свое сотррудничество.

В сегодняшнем номере мы даем фельетон г. Мак-Киббин „Беседы о войне“. Кроме того г. Мак-Киббин будет нам корреспондировать с театра военных действий».

### В Эстонии
Поселился в Таллине в начале 1920-х годов вместе с элегантной женой, уроженкой Финляндии по имени Хелми, которая часто привлекала внимание местной светской хроники. Они жили на улице Крейцвальди с 1936 года до своего отъезда в Соединённое Королевство в 1939 году.
До 1940 года был представителем SIS в Эстонии.
В 1921—1930 годы судил футбольные матчи в Таллине, был одним из самых востребованных футбольных арбитров города в 1920-х годах и председателем судейской коллегии Эстонского футбольного союза до 1934 года, а также успешным ветераном тенниса.
Одновременно Мак-Киббин стал глазами и ушами британской Секретной разведывательной службы (SIS) в Эстонии, хотя не имел официальной должности.
Лесозаготовительный бизнес Мак-Киббина (первоначально «McKibbin, G. Malkov-Panin and Ko»; затем «Eesti Saeveskid»; обе компании опирались на английский и русский капитал и работали по всей Эстонии с лесопилками на Сааремаа, в Западной и Центральной Эстонии) был прикрытием для деятельности британской разведки. современный исследователь Пекка Эрельт описывает разведывательную деятельность Мак-Киббина после Второй мировой войны как провальную; современные Мак-Киббину эстонские дипломаты видели его деятельность в ином свете. Предположительно, его разведывательная деятельность изначально была сосредоточена на Советской России (экспорт древесины позволял совершать командировки, а русский язык он знал в совершенстве), но во время Второй мировой войны она была направлена против Германии. Неизвестно, в какой степени его разведывательная деятельность также охватывала Эстонию. Поздние действия были явно антисоветскими.
После подписания Пакта Молотова-Риббентропа и оккупации Прибалтики положение Мак-Киббина пошатнулось. Его лесозаготовительная фирма была в 1940 году национализирована. Он был назначен официальным сотрудником английского паспортного бюро в городе Таллине, под прикрытием которого английская разведка вела шпионаж из Эстонии против СССР. В августе 1940 года в составе английского консульства он срочно покинул страну.

### Вторая мировая война
В Хельсинки он продолжал информировать британскую разведку, получая информацию через бывшего посла Эстонии в Финляндии Александра Варму.
В конце 1943 года Мак-Киббин переехал в Стокгольм, став теперь постоянным сотрудником SIS, и начал создавать сеть информаторов из беженцев из Прибалтики. Его долгосрочной целью было расширение информационной сети на СССР. Мак-Киббин, среди прочего, был осведомлен о легендарной разведывательной группе Haukka, созданной с помощью финской разведки. Он также хорошо знал одного из лидеров Эстонского национального комитета — бывшего редактора журнала «Akadeemia» Яана Отса, который также занимался отправкой шпионов в Эстонию. Как и прежде, информация, которую он собирал в SIS, попадала на стол Гарри Лэмбтона Карра, который был его непосредственным начальником и с 1945 года руководил операциями британской разведки в Скандинавии и Советском Союзе. К сожалению, отчеты Карра также читал Ким Филби, который с 1944 года начал докладывать в Москву о разведывательных операциях Карра в Прибалтике.

### Холодная война
В ранний период Холодной войны во время проведения Операции «Джунгли» (англ. Operation Jungle) (1949—1955) был главой Балтийского сектора Северо-Европейского департамента MI6.
После Второй Мировой войны Мак-Киббин стал начальником разведывательных операций SIS в странах страны Балтии, он возглавил группу «Норд». Его задачей было создание там разведывательной сети.

Планы Мак-Киббина в Эстонии были реализованы полковником Альфонсом Ребане, кавалером Рыцарского креста, которого он завербовал в качестве кадрового офицера SIS в 1949 году. Ребане было поручено вербовать агентов из числа своих соотечественников и отправлять их в Эстонию. Однако их усилия были провальными, так как благодаря Киму Филби советская разведка вела с ними игру наподобие операции «Трест». 
«Именно его [Мак-Киббина] самонадеянность и идеализм в отношение антисоветско-националистического движения в странах Балтии станут роковыми для Лондона. А ведь он был профессионалом, и в Москве внимательно следили за его карьерой», пишет советский историк.
"Были созданы фальшивые национальные партизанские группы, чтобы заманить агентов SIS в ловушку. Были созданы специальные группы из бывших партизан, перешедших на сторону СССР, и они принимали агентов SIS, прибывших им на помощь. SIS доверяла этим фальшивым группам до 1953 года, когда они начали подозревать, что эти группы полностью созданы КГБ или находятся под его полным контролем".
В 1954 году Мак-Киббин был награждён Орденом Британской империи.
Из-за постоянных провалов засланных агентов SIS заподозрило разоблачение операции. С целью проверки SIS отправила запрос на получение образца воды из реки Тобол недалеко от места расположения ядерного реактора, который производил плутоний. Задача «казалась очевидно невыполнимой задачей для простого национального партизана, постоянно находящегося под землей. Вместо этого КГБ проявил усердие и отправил образец сильно облученной воды с такой смертельной дозой радиоактивности, что она могла исходить только из активной зоны ядерного реактора. SIS окончательно убедилась, что все это время их обманывали».
В апреле 1955 года шпион Хейно Каркманн, вернувшийся из Эстонии, проинформировал о провале операции.
В документе КГБ Латвии от 1988 года подводится итог игры — «Захвачено 13 шпионов SIS. У них конфисковано 22 портативных радиопередатчика, 17 радиомаяков, 38 списков частот, 165 шифрблокнотов (одноразовых шифрблокнотов) и много другого оперативного оборудования, включая огнестрельное оружие и боеприпасы. В целом британские, американские и шведские агентства отправили на родину по меньшей мере сорок два эстонца, латыша и литовца. Большинство из них погибло в советском плену, и только немногие выжили. Ещё больше агентов ЦРУ и SIS были вовлечены в подобные провальные миссии в Восточной Европе, Китае и Северной Корее. Около 2422 латвийских национальных партизан погибли, 7342 были захвачены в плен. К 1956 году партизанская война прекратилась».
В том же 1955 году Мак-Киббин был уволен из британской разведки без пенсии. Его сделали козлом отпущения за провал операций балтийской разведки. Мак-Киббин также рассорился со своим начальником Карром, который отделался легче — его отправили в Копенгаген. До самой смерти в 1966 году Мак-Киббин требовал справедливой оценки произошедшего относительности просчетов Карра.
На пенсии поселился в Лондоне (Aberdare Gardens, Hampstead).

## Семья
- Отец: Вильям (Василий) Мак-Киббин — обрусевший шотландец, живший в России, предприниматель. Мать — Анна Шапиро из Петербурга, лютеранского вероисповедания.
- Брат: Василий Васильевич Мак-Киббин (Вильямс Вильямсович). Родился в 1887 г., г. Петербург; шотландец; образование высшее; б/п; пом.нач. Ленского управления внутренних водных путей. Проживал: Москва, Божедомский пер., 1-18. Арестован 15 декабря 1929 г. Приговорен: Коллегией ОГПУ 28 февраля 1931 г., обв.: шпионской деятельности. Расстрелян 2 марта 1931 г. Место захоронения — место захоронения — Москва, Ваганьковское кладбище. Реабилитирован в январе 1989 г. на основании ст.1 УПВС
- Сестра: Елизавета Васильевна Викторова (Элизабет Мэри Мак-Киббин). Замужем за Борисом Климентьевичем Викторовым (1896 — расстрелян в 1938), замнаркома наркомата земледелия, нач. стройтреста (племянником полковника В. К. Викторова и двоюродным братом командующего Балтийского флота М. В. Викторова).
  - Племянница: Викторова, Галина Борисовна — третья жена поэта Александра Введенского, мать его сына Петра Введенского. Её старший сын Борис Александрович Викторов — хранитель наследия отчима и автор воспоминаний.
- Жена: Хелми Мак-Киббин (Helmi McKibbin), финляндка[6].